# Джонатан Кевін Фрідман
Джонатан Кевін Фрідман (1974) — американський бізнесмен. Почесний консул України в Солт Лейк Сіті (штат Юта) (з 2008).

## Життєпис
Народився в 1974 році, вищу освіту здобув в Університеті імені Брігхема Янга (штат Юта). Уже в 17 років разом зі своїм братом заснував компанію «Down East Outfitters», яка успішно працює на американському ринку. Джонатан Кевін Фрідман є членом місцевої торговельної палати, відомим громадським діячем. Кілька років він мав нагоду жити і працювати в Україні, де вивчив українську та російську мови, звичаї і традиції нашої держави, а також — особливості її економічного і соціально-політичного розвитку.